# Mauro Sartori
Mauro Sartori (Conegliano, 9 febbraio 1970) è un ex cestista e dirigente sportivo italiano.

## Carriera
Dopo una carriera passata tra Serie A e Serie A2, il 15 luglio 2008 viene acquistato dalla Fiore di Puglia di Ruvo di Puglia, in Serie B Dilettanti.

### Presenze e punti nei club
Statistiche aggiornate al 15 luglio 2008
| Stagione | Squadra                | Campionato | Campionato | Campionato | Campionato |
| Stagione | Squadra                | Camp       | Pres       | Punti      | Rimb       |
| -------- | ---------------------- | ---------- | ---------- | ---------- | ---------- |
| 1987-88  | Ginnastica Goriziana   | Serie A2   | 1          | 0          | 0          |
| 1988-89  | -                      | -          | -          | -          | -          |
| 1989-90  | Pallacanestro Trieste  | Serie A2   | 32         | 196        | 74         |
| 1990-91  | Pallacanestro Trieste  | Serie A1   | 34         | 264        | 86         |
| 1991-92  | Pallacanestro Trieste  | Serie A1   | 34         | 221        | 78         |
| 1992-93  | Aurora Desio           | Serie A2   | 40         | 322        | 73         |
| 1993-94  | Mens Sana Siena        | Serie A2   | 40         | 443        | 177        |
| 1994-95  | Mens Sana Siena        | Serie A1   | 33         | 279        | 77         |
| 1995-96  | Mens Sana Siena        | Serie A1   | 32         | 195        | 55         |
| 1996-97  | Oberelchingen          | BBL        | -          | -          | -          |
| 1997-98  | Oberelchingen          | BBL        | -          | -          | -          |
| 1998-99  | Oberelchingen          | BBL        | 28         | 344        | 100        |
| 1999-00  | Pallalcesto Udine      | Serie A2   | 37         | 321        | 131        |
| 2000-01  | Scaligera Verona       | Serie A1   | 32         | 207        | 52         |
| 2001-02  | Pallalcesto Udine      | Serie A    | 38         | 289        | 70         |
| 2002-03  | Roseto Basket          | Serie A    | 33         | 110        | 36         |
| 2003-04  | Pallacanestro Reggiana | Legadue    | 31         | 217        | 73         |
| 2004-05  | Damme                  | 1e Nat     | -          | -          | -          |
| nov. 04  | Sebastiani Rieti       | Legadue    | 29         | 107        | 69         |
| 2005-06  | Teramo Basket          | Serie A    | 28         | 90         | 52         |
| 2006-07  | Reyer Venezia          | Serie B1   | 36         | 406        | 180        |
| 2007-08  | Reyer Venezia          | Serie B1   | 34         | 230        | 123        |
| 2008-09  | Fiore Ruvo di Puglia   | Serie B    | -          | -          | -          |
| Totale   | Totale                 | Totale     | 572        | 4241       | 1506       |

## Palmarès
- Promozione dalla Serie A2 alla Serie A1: 3
Stefanel Trieste: 1989-90; Olitalia Siena: 1993-94; Snaidero Udine: 1999-00
- Promozione dalla Serie B1 alla Legadue: 1
Umana Venezia: 2007-08